# Franciszek Janowski
Franciszek Janowski – polski lekkoatleta, specjalizujący się w biegach średniodystansowych i długodystansowych.

## Osiągnięcia
- Mistrzostwa Polski seniorów w lekkoatletyce

- 1934

- Kraków – brązowy medal w biegu przełajowym na 9,5 km
- Warszawa – złoty medal w sztafecie 4 × 400 m

- Białystok 1935 – srebrny medal w biegu na 1500 m